# My Hero (videogioco)
My Hero, conosciuto come Seishun Scandal (青春スキャンダル?, Seishun Sukyandaru) in Giappone e Gang's Fighter in Brasile, è un videogioco della SEGA pubblicato per arcade nel 1985. Nel 1986 ne uscì anche una versione per Sega Master System. Il gioco è un classico picchiaduro a scorrimento.

## Livelli
La versione arcade ha tre livelli che si ripetono all'infinito finché il giocatore non finisce le vite. Il gioco inizia con un teppista che rapisce la ragazza (chiamata Remy secondo i volantini promozionali, Mari nella versione giapponese) del protagonista (chiamato Steven, sempre secondo i volantini, Takeshi in Giappone). Mentre lo insegue, il giocatore deve affrontare le altre gang di teppisti che gli si parano davanti. A metà livello vi è la possibilità di salvare un ostaggio, che aiuterà il giocatore lottando fino alla propria morte. Poco dopo si raggiunge finalmente la spiaggia, dove si può affrontare il teppista che ha rapito la ragazza del protagonista (Remy). Dopo aver sconfitto il boss, infliggendo il numero di colpi prestabilito (10), finisce il primo livello.
La stessa storia si ripete per il resto del gioco, con solo altri due boss e scenari. Il secondo livello è ambientato nel periodo Edo, con nemici e il boss finale in tema ninja, seguito dal terzo ed ultimo, a tema fantascientifico, ispirato al Pianeta delle Scimmie, con tanto di nemici e boss finale nei panni di uomini-scimmia.
A causa della capacità limitata delle Sega Card (il supporto di memoria del gioco), la versione per Sega Master System ha solamente lo scenario cittadino con le gang in tre livelli diversi, che poi si ripetono finché il giocatore non finisce tutte le vite. I ninja e gli uomini-scimmia della versione arcade non sono presenti nel gioco.